# روبرت هيرتز
روبرت هيرتز (بالفرنسية: Robert Hertz)‏ هو عالم إنسان فرنسي، ولد في 22 يونيو 1881 في سان كلو في فرنسا، وتوفي في 13 أبريل 1915 في Marchéville ‏ في فرنسا.